# Asep Wildan
Asep Wildan (* in Bandung; † 27. Juli 2000 am Semeru) war ein indonesischer Vulkanologe und Geophysiker.
Er erwarb einen Abschluss in Physik am Institut Teknologi Bandung in seiner Heimatstadt. Seit 1993 arbeitete er für die Volcanological Survey of Indonesia (VSI), zuletzt in der Zweigstelle Ost-Java, deren Zuständigkeitsbereich auch Bali einschloss. In dieser Funktion leistete er einen großen Beitrag zur vulkanischen Forschung sowie zur Weiterentwicklung der Überwachungsprogramme. Darüber hinaus unterstützte er regelmäßig intensiv internationale Wissenschaftlerteams während deren Exkursionen zum Semeru. 1998 war Wildan einer von acht Teilnehmern des jährlichen Group Training Course der Japan International Cooperation Agency (JICA), der im Rahmen der „Dekade zur Reduzierung von Naturkatastrophen“ organisiert wurde.
Im Nachgang einer IAVCEI-Konferenz bestieg Wildan mit mehreren anderen Vulkanologen im Sommer 2000 den Semeru, der kleinere Dampf- und Ascheexplosionen zeigte. Am 27. Juli kam es um morgens 6:31 Uhr zu einer stärkeren Eruption. Sie dauerte zwar nicht einmal eine Minute, verlagerte sich aber rasch und stieß vulkanische Bomben aus. Wildan und sein VSI-Kollege Mukti wurden am Kopf getroffen und tödlich verletzt. Weitere Mitglieder der Gruppe waren unter anderem Michael Ramsey von der University of Pittsburgh, Paul Kimberly und Lee Siebert von der Smithsonian Institution sowie der Student Amit Mushkin von der Hebräischen Universität Jerusalem. Asep Wildan hinterließ seine Ehefrau und eine gemeinsame Tochter.

## Publikationen (Auswahl)
- Wildan, A. et al.: Characteristics of earthquake swarm at some volcanoes in Indonesia. Hypocenter and focal mechanism of volcanic earthquakes at Slamet, Gede and Papandayan. Final Report of volcanology and Sabo Engineering course, JICA, September 1998.
- Wildan, A. et al.: Source mechanisms of volcanic earthquakes at some volcanoes in Indonesia. In: Proceeding of research meeting of DPRI, Kyoto Univ., 13K-02, Magmatic activity and volcanic earthquakes / tremors. 2001, Seiten 47–52.